# Сеник Оукс (Тексас)
Сеник Оукс (енгл. Scenic Oaks) насељено је место без административног статуса у америчкој савезној држави Тексас.

## Демографија
По попису из 2010. године број становника је 4.957, што је 1.678 (51,2%) становника више него 2000. године.
| Група             | 2000.         | 2010.         |
| Белци             | 2.707 (82,6%) | 3.558 (71,8%) |
| Афроамериканци    | 6 (0,2%)      | 41 (0,8%)     |
| Азијати           | 31 (0,9%)     | 110 (2,2%)    |
| Хиспаноамериканци | 491 (15,0%)   | 1.182 (23,8%) |
| Укупно            | 3.279         | 4.957         |